# 제다이교
제다이교(Jediism)는 《스타 워즈》에 등장하는 포스를 믿는 종교이다. 설립자는 없다.

## 같이 보기
- 제다이 인구 조사 현상